# Wascha Margwelaschwili
Wascha Margwelaschwili (georgisch ვაჟა მარგველაშვილი; * 3. Oktober 1993 in Berdzenauli, Mingrelien und Oberswanetien) ist ein georgischer Judoka. Er war 2017 und 2024 Weltmeisterschaftsdritter sowie 2016 und 2024 Europameister. 2021 gewann Margwelaschwili Olympiasilber.

## Sportliche Karriere
Der 1,67 m große Wascha Margwelaschwili kämpfte bis 2013 im Superleichtgewicht, der Gewichtsklasse bis 60 Kilogramm. 2012 war er Zweiter der U20-Europameisterschaften. Ende 2012 gewann er seinen ersten georgischen Meistertitel. 
2014 wechselte er ins Halbleichtgewicht, die Gewichtsklasse bis 66 Kilogramm und gewann hier den georgischen Meistertitel. Bei den Europameisterschaften 2016 in Kasan bezwang er im Viertelfinale den Russen Arsen Galstjan und im Halbfinale den Weißrussen Dsmitryj Scherschan. Im Finale besiegte Margwelaschwili den Briten Colin Oates. Bei den Olympischen Spielen 2016 in Rio de Janeiro schied er in seinem Auftaktkampf gegen den Slowenen Adrian Gomboc aus.
Anfang 2017 erreichte Margwelaschwili den dritten Platz beim Grand-Slam-Turnier in Paris und siegte beim Grand Prix in Düsseldorf. Bei den Europameisterschaften 2017 in Warschau schied er im Achtelfinale gegen den Slowaken Matej Poliak aus. Vier Monate später bei den Weltmeisterschaften in Budapest bezwang er im Viertelfinale den Südkoreaner An Ba-ul, Nach seiner Halbfinalniederlage gegen den Japaner Hifumi Abe gewann er den Kampf um Bronze gegen den zweiten Südkoreaner Kim Lim-hwan. 2018 schied Margwelaschwili bei den Europameisterschaften 2018 gegen den Deutschen Michel Adam und bei den Weltmeisterschaften in Baku gegen den Deutschen Sebastian Seidl aus. Im Oktober gewann er das Grand-Slam-Turnier in Abu Dhabi. 
2019 erreichte Margwelaschwili beim Grand Slam in Paris das Finale und verlor dann gegen Denis Vieru aus der Republik Moldau. Die Europameisterschaften 2019 fanden im Rahmen der Europaspiele 2019 in Minsk statt. Margwelaschwili unterlag im Halbfinale gegen den Italiener Matteo Medves, im Kampf um eine Bronzemedaille bezwang er Denis Vieru. Zwei Monate später bei den Weltmeisterschaften in Tokio schied er gegen Kim Lim-hwan aus. Zum Jahresende 2019 belegte er den dritten Platz beim Masters-Turnier in Qingdao. 2021 verlor er im Finale der Europameisterschaften in Lissabon gegen den Italiener Manuel Lombardo. Bei den Olympischen Spielen in Tokio erreichte er das Finale mit einem Halbfinalsieg über den Südkoreaner An Ba-ul. Im Finale verlor er gegen den Japaner Hifumi Abe und erhielt die Silbermedaille.
Margwelaschwili belegte bei den Weltmeisterschaften 2022 und 2023 den fünften Platz. Bei den Europameisterschaften 2024 in Zagreb erreichte er das Finale und bezwang dann den Türken Muhammed Demirel. Einen Monat später bei den Weltmeisterschaften in Abu Dhabi verlor Margwelaschwili im Viertelfinale gegen den Japaner Takeshi Takeoka. Mit einem Sieg gegen den Italiener Matteo Piras sicherte sich der Georgier dann eine Bronzemedaille. In Paris bei den Olympischen Spielen 2024 verlor Margwelaschwili im Achtelfinale gegen den Franzosen Walide Khyar.